# میخاییل فریدمن
میخاییل فریدمن (به روسی: Михаи́л Фри́дман) (زاده ۲۱ آوریل ۱۹۶۴) کارآفرین، بانکدار، سرمایه‌دار و مدیر ارشد اجرایی روس است، که در حال حاضر به‌عنوان رئیس هیئت مدیره گروه آلفا فعالیت می‌نماید.
شرکت آلفا در سال ۱۹۸۹ توسط گروهی از بازرگانان روس به رهبری فریدمن و جرمن خان راه‌اندازی شد و در حال حاضر به‌عنوان بزرگترین گروه سرمایه‌گذاری خصوصی در روسیه شناخته می‌شود.
فریدمن در سال ۲۰۱۳ با دارایی خالص ۱۶٫۵ میلیارد دلار، در رتبه ۴۱ از فهرست ثروتمندترین افراد جهان قرار داشت. وی هم‌اکنون با دارایی ۱۷٫۶ میلیارد دلار، دومین فرد ثروتمند روسیه می‌باشد.